# خورش ترش واش
خورشت آبکی (که در فارسی به خورشت ترش واش شهرت دارد)، یکی از غذاهای رایج سفرهٔ گیلانی است که همراه با برنج سرو می‌شود.

## پیشینه
خورشت آبکی یکی از غذاهای محلی شمال ایران است. نام این خورش از گیاهی به اسم شبدرترشک یا همان ترش واش گرفته شده. در ایران این گیاه، بیشتر در استان‌های مازندران، گیلان و لرستان یافت می‌شود.

## مواد لازم
ترش واش اصلی‌ترین سبزی استفاده شده در این خورش با ترکیبی از سبزیجات معطر مخصوص شمال ایران (گشنیز، نعنا، سیر، ترشک و چوچاق) است و نیز بادمجان، گوجه‌فرنگی، مرغ بدون استخوان (ترجیحاً سینهٔ مرغ) پیاز با رب انار و رب آلوچه، نمک، فلفل و زردچوبه

## طرز تهیه
سبزی‌های ساطوری شده را با پیاز سرخ کرده و بعد بادمجان‌ها را به آن می‌افزاییم، مرغ تفت داده شده در ظرفی جداگانه را به سبزیجات می‌افزاییم، و پس از اضافه کردن رب انار و آلوچه، ۲ لیوان آب اضافه می‌کنیم تا جا بیفتد. این غذا حتماً با برنج سرو می‌شود و برای تزیین این خورش محلی، گوجه‌ها را حلقه ای سرخ کرده و بر روی خورش قرار می‌دهیم.